# Парана Сан Ђусто (Ливорно)
Парана Сан Ђусто је насеље у Италији у округу Ливорно, региону Тоскана.
Према процени из 2011. у насељу је живело 73 становника. Насеље се налази на надморској висини од 142 м.